# Bundi
Bundi là một thành phố và khu đô thị của quận Bundi thuộc bang Rajasthan, Ấn Độ.

## Địa lý
Bundi có vị trí 25°26′B 75°38′Đ / 25,44°B 75,64°Đ Nó có độ cao trung bình là 268 mét (879 foot).

## Nhân khẩu
Theo điều tra dân số năm 2001 của Ấn Độ, Bundi có dân số 88.312 người. Phái nam chiếm 53% tổng số dân và phái nữ chiếm 47%. Bundi có tỷ lệ 67% biết đọc biết viết, cao hơn tỷ lệ trung bình toàn quốc là 59,5%: tỷ lệ cho phái nam là 75%, và tỷ lệ cho phái nữ là 57%. Tại Bundi, 14% dân số nhỏ hơn 6 tuổi.